# Furtka (szachy)
Furtka, luft – pole bezpiecznej ucieczki króla po roszadzie, aby mógł uniknąć mata korytarzowego (na ostatniej linii). Aby otworzyć furtkę, należy ruszyć do przodu pionem f, g lub h. Ruch tym ostatnim pokazano na diagramie.
|   | a | b | c | d | e | f | g | h |   |
| 8 | g8 – Czarny król · f7 – Czarny pionek · g7 – Czarny pionek · d6 – Czarny hetman · h6 – Czarny pionek · h3 – Biały pionek · f2 – Biały pionek · g2 – Biały pionek · g1 – Biały król | g8 – Czarny król · f7 – Czarny pionek · g7 – Czarny pionek · d6 – Czarny hetman · h6 – Czarny pionek · h3 – Biały pionek · f2 – Biały pionek · g2 – Biały pionek · g1 – Biały król | g8 – Czarny król · f7 – Czarny pionek · g7 – Czarny pionek · d6 – Czarny hetman · h6 – Czarny pionek · h3 – Biały pionek · f2 – Biały pionek · g2 – Biały pionek · g1 – Biały król | g8 – Czarny król · f7 – Czarny pionek · g7 – Czarny pionek · d6 – Czarny hetman · h6 – Czarny pionek · h3 – Biały pionek · f2 – Biały pionek · g2 – Biały pionek · g1 – Biały król | g8 – Czarny król · f7 – Czarny pionek · g7 – Czarny pionek · d6 – Czarny hetman · h6 – Czarny pionek · h3 – Biały pionek · f2 – Biały pionek · g2 – Biały pionek · g1 – Biały król | g8 – Czarny król · f7 – Czarny pionek · g7 – Czarny pionek · d6 – Czarny hetman · h6 – Czarny pionek · h3 – Biały pionek · f2 – Biały pionek · g2 – Biały pionek · g1 – Biały król | g8 – Czarny król · f7 – Czarny pionek · g7 – Czarny pionek · d6 – Czarny hetman · h6 – Czarny pionek · h3 – Biały pionek · f2 – Biały pionek · g2 – Biały pionek · g1 – Biały król | g8 – Czarny król · f7 – Czarny pionek · g7 – Czarny pionek · d6 – Czarny hetman · h6 – Czarny pionek · h3 – Biały pionek · f2 – Biały pionek · g2 – Biały pionek · g1 – Biały król | 8 |
| 7 | g8 – Czarny król · f7 – Czarny pionek · g7 – Czarny pionek · d6 – Czarny hetman · h6 – Czarny pionek · h3 – Biały pionek · f2 – Biały pionek · g2 – Biały pionek · g1 – Biały król | g8 – Czarny król · f7 – Czarny pionek · g7 – Czarny pionek · d6 – Czarny hetman · h6 – Czarny pionek · h3 – Biały pionek · f2 – Biały pionek · g2 – Biały pionek · g1 – Biały król | g8 – Czarny król · f7 – Czarny pionek · g7 – Czarny pionek · d6 – Czarny hetman · h6 – Czarny pionek · h3 – Biały pionek · f2 – Biały pionek · g2 – Biały pionek · g1 – Biały król | g8 – Czarny król · f7 – Czarny pionek · g7 – Czarny pionek · d6 – Czarny hetman · h6 – Czarny pionek · h3 – Biały pionek · f2 – Biały pionek · g2 – Biały pionek · g1 – Biały król | g8 – Czarny król · f7 – Czarny pionek · g7 – Czarny pionek · d6 – Czarny hetman · h6 – Czarny pionek · h3 – Biały pionek · f2 – Biały pionek · g2 – Biały pionek · g1 – Biały król | g8 – Czarny król · f7 – Czarny pionek · g7 – Czarny pionek · d6 – Czarny hetman · h6 – Czarny pionek · h3 – Biały pionek · f2 – Biały pionek · g2 – Biały pionek · g1 – Biały król | g8 – Czarny król · f7 – Czarny pionek · g7 – Czarny pionek · d6 – Czarny hetman · h6 – Czarny pionek · h3 – Biały pionek · f2 – Biały pionek · g2 – Biały pionek · g1 – Biały król | g8 – Czarny król · f7 – Czarny pionek · g7 – Czarny pionek · d6 – Czarny hetman · h6 – Czarny pionek · h3 – Biały pionek · f2 – Biały pionek · g2 – Biały pionek · g1 – Biały król | 7 |
| 6 | g8 – Czarny król · f7 – Czarny pionek · g7 – Czarny pionek · d6 – Czarny hetman · h6 – Czarny pionek · h3 – Biały pionek · f2 – Biały pionek · g2 – Biały pionek · g1 – Biały król | g8 – Czarny król · f7 – Czarny pionek · g7 – Czarny pionek · d6 – Czarny hetman · h6 – Czarny pionek · h3 – Biały pionek · f2 – Biały pionek · g2 – Biały pionek · g1 – Biały król | g8 – Czarny król · f7 – Czarny pionek · g7 – Czarny pionek · d6 – Czarny hetman · h6 – Czarny pionek · h3 – Biały pionek · f2 – Biały pionek · g2 – Biały pionek · g1 – Biały król | g8 – Czarny król · f7 – Czarny pionek · g7 – Czarny pionek · d6 – Czarny hetman · h6 – Czarny pionek · h3 – Biały pionek · f2 – Biały pionek · g2 – Biały pionek · g1 – Biały król | g8 – Czarny król · f7 – Czarny pionek · g7 – Czarny pionek · d6 – Czarny hetman · h6 – Czarny pionek · h3 – Biały pionek · f2 – Biały pionek · g2 – Biały pionek · g1 – Biały król | g8 – Czarny król · f7 – Czarny pionek · g7 – Czarny pionek · d6 – Czarny hetman · h6 – Czarny pionek · h3 – Biały pionek · f2 – Biały pionek · g2 – Biały pionek · g1 – Biały król | g8 – Czarny król · f7 – Czarny pionek · g7 – Czarny pionek · d6 – Czarny hetman · h6 – Czarny pionek · h3 – Biały pionek · f2 – Biały pionek · g2 – Biały pionek · g1 – Biały król | g8 – Czarny król · f7 – Czarny pionek · g7 – Czarny pionek · d6 – Czarny hetman · h6 – Czarny pionek · h3 – Biały pionek · f2 – Biały pionek · g2 – Biały pionek · g1 – Biały król | 6 |
| 5 | g8 – Czarny król · f7 – Czarny pionek · g7 – Czarny pionek · d6 – Czarny hetman · h6 – Czarny pionek · h3 – Biały pionek · f2 – Biały pionek · g2 – Biały pionek · g1 – Biały król | g8 – Czarny król · f7 – Czarny pionek · g7 – Czarny pionek · d6 – Czarny hetman · h6 – Czarny pionek · h3 – Biały pionek · f2 – Biały pionek · g2 – Biały pionek · g1 – Biały król | g8 – Czarny król · f7 – Czarny pionek · g7 – Czarny pionek · d6 – Czarny hetman · h6 – Czarny pionek · h3 – Biały pionek · f2 – Biały pionek · g2 – Biały pionek · g1 – Biały król | g8 – Czarny król · f7 – Czarny pionek · g7 – Czarny pionek · d6 – Czarny hetman · h6 – Czarny pionek · h3 – Biały pionek · f2 – Biały pionek · g2 – Biały pionek · g1 – Biały król | g8 – Czarny król · f7 – Czarny pionek · g7 – Czarny pionek · d6 – Czarny hetman · h6 – Czarny pionek · h3 – Biały pionek · f2 – Biały pionek · g2 – Biały pionek · g1 – Biały król | g8 – Czarny król · f7 – Czarny pionek · g7 – Czarny pionek · d6 – Czarny hetman · h6 – Czarny pionek · h3 – Biały pionek · f2 – Biały pionek · g2 – Biały pionek · g1 – Biały król | g8 – Czarny król · f7 – Czarny pionek · g7 – Czarny pionek · d6 – Czarny hetman · h6 – Czarny pionek · h3 – Biały pionek · f2 – Biały pionek · g2 – Biały pionek · g1 – Biały król | g8 – Czarny król · f7 – Czarny pionek · g7 – Czarny pionek · d6 – Czarny hetman · h6 – Czarny pionek · h3 – Biały pionek · f2 – Biały pionek · g2 – Biały pionek · g1 – Biały król | 5 |
| 4 | g8 – Czarny król · f7 – Czarny pionek · g7 – Czarny pionek · d6 – Czarny hetman · h6 – Czarny pionek · h3 – Biały pionek · f2 – Biały pionek · g2 – Biały pionek · g1 – Biały król | g8 – Czarny król · f7 – Czarny pionek · g7 – Czarny pionek · d6 – Czarny hetman · h6 – Czarny pionek · h3 – Biały pionek · f2 – Biały pionek · g2 – Biały pionek · g1 – Biały król | g8 – Czarny król · f7 – Czarny pionek · g7 – Czarny pionek · d6 – Czarny hetman · h6 – Czarny pionek · h3 – Biały pionek · f2 – Biały pionek · g2 – Biały pionek · g1 – Biały król | g8 – Czarny król · f7 – Czarny pionek · g7 – Czarny pionek · d6 – Czarny hetman · h6 – Czarny pionek · h3 – Biały pionek · f2 – Biały pionek · g2 – Biały pionek · g1 – Biały król | g8 – Czarny król · f7 – Czarny pionek · g7 – Czarny pionek · d6 – Czarny hetman · h6 – Czarny pionek · h3 – Biały pionek · f2 – Biały pionek · g2 – Biały pionek · g1 – Biały król | g8 – Czarny król · f7 – Czarny pionek · g7 – Czarny pionek · d6 – Czarny hetman · h6 – Czarny pionek · h3 – Biały pionek · f2 – Biały pionek · g2 – Biały pionek · g1 – Biały król | g8 – Czarny król · f7 – Czarny pionek · g7 – Czarny pionek · d6 – Czarny hetman · h6 – Czarny pionek · h3 – Biały pionek · f2 – Biały pionek · g2 – Biały pionek · g1 – Biały król | g8 – Czarny król · f7 – Czarny pionek · g7 – Czarny pionek · d6 – Czarny hetman · h6 – Czarny pionek · h3 – Biały pionek · f2 – Biały pionek · g2 – Biały pionek · g1 – Biały król | 4 |
| 3 | g8 – Czarny król · f7 – Czarny pionek · g7 – Czarny pionek · d6 – Czarny hetman · h6 – Czarny pionek · h3 – Biały pionek · f2 – Biały pionek · g2 – Biały pionek · g1 – Biały król | g8 – Czarny król · f7 – Czarny pionek · g7 – Czarny pionek · d6 – Czarny hetman · h6 – Czarny pionek · h3 – Biały pionek · f2 – Biały pionek · g2 – Biały pionek · g1 – Biały król | g8 – Czarny król · f7 – Czarny pionek · g7 – Czarny pionek · d6 – Czarny hetman · h6 – Czarny pionek · h3 – Biały pionek · f2 – Biały pionek · g2 – Biały pionek · g1 – Biały król | g8 – Czarny król · f7 – Czarny pionek · g7 – Czarny pionek · d6 – Czarny hetman · h6 – Czarny pionek · h3 – Biały pionek · f2 – Biały pionek · g2 – Biały pionek · g1 – Biały król | g8 – Czarny król · f7 – Czarny pionek · g7 – Czarny pionek · d6 – Czarny hetman · h6 – Czarny pionek · h3 – Biały pionek · f2 – Biały pionek · g2 – Biały pionek · g1 – Biały król | g8 – Czarny król · f7 – Czarny pionek · g7 – Czarny pionek · d6 – Czarny hetman · h6 – Czarny pionek · h3 – Biały pionek · f2 – Biały pionek · g2 – Biały pionek · g1 – Biały król | g8 – Czarny król · f7 – Czarny pionek · g7 – Czarny pionek · d6 – Czarny hetman · h6 – Czarny pionek · h3 – Biały pionek · f2 – Biały pionek · g2 – Biały pionek · g1 – Biały król | g8 – Czarny król · f7 – Czarny pionek · g7 – Czarny pionek · d6 – Czarny hetman · h6 – Czarny pionek · h3 – Biały pionek · f2 – Biały pionek · g2 – Biały pionek · g1 – Biały król | 3 |
| 2 | g8 – Czarny król · f7 – Czarny pionek · g7 – Czarny pionek · d6 – Czarny hetman · h6 – Czarny pionek · h3 – Biały pionek · f2 – Biały pionek · g2 – Biały pionek · g1 – Biały król | g8 – Czarny król · f7 – Czarny pionek · g7 – Czarny pionek · d6 – Czarny hetman · h6 – Czarny pionek · h3 – Biały pionek · f2 – Biały pionek · g2 – Biały pionek · g1 – Biały król | g8 – Czarny król · f7 – Czarny pionek · g7 – Czarny pionek · d6 – Czarny hetman · h6 – Czarny pionek · h3 – Biały pionek · f2 – Biały pionek · g2 – Biały pionek · g1 – Biały król | g8 – Czarny król · f7 – Czarny pionek · g7 – Czarny pionek · d6 – Czarny hetman · h6 – Czarny pionek · h3 – Biały pionek · f2 – Biały pionek · g2 – Biały pionek · g1 – Biały król | g8 – Czarny król · f7 – Czarny pionek · g7 – Czarny pionek · d6 – Czarny hetman · h6 – Czarny pionek · h3 – Biały pionek · f2 – Biały pionek · g2 – Biały pionek · g1 – Biały król | g8 – Czarny król · f7 – Czarny pionek · g7 – Czarny pionek · d6 – Czarny hetman · h6 – Czarny pionek · h3 – Biały pionek · f2 – Biały pionek · g2 – Biały pionek · g1 – Biały król | g8 – Czarny król · f7 – Czarny pionek · g7 – Czarny pionek · d6 – Czarny hetman · h6 – Czarny pionek · h3 – Biały pionek · f2 – Biały pionek · g2 – Biały pionek · g1 – Biały król | g8 – Czarny król · f7 – Czarny pionek · g7 – Czarny pionek · d6 – Czarny hetman · h6 – Czarny pionek · h3 – Biały pionek · f2 – Biały pionek · g2 – Biały pionek · g1 – Biały król | 2 |
| 1 | g8 – Czarny król · f7 – Czarny pionek · g7 – Czarny pionek · d6 – Czarny hetman · h6 – Czarny pionek · h3 – Biały pionek · f2 – Biały pionek · g2 – Biały pionek · g1 – Biały król | g8 – Czarny król · f7 – Czarny pionek · g7 – Czarny pionek · d6 – Czarny hetman · h6 – Czarny pionek · h3 – Biały pionek · f2 – Biały pionek · g2 – Biały pionek · g1 – Biały król | g8 – Czarny król · f7 – Czarny pionek · g7 – Czarny pionek · d6 – Czarny hetman · h6 – Czarny pionek · h3 – Biały pionek · f2 – Biały pionek · g2 – Biały pionek · g1 – Biały król | g8 – Czarny król · f7 – Czarny pionek · g7 – Czarny pionek · d6 – Czarny hetman · h6 – Czarny pionek · h3 – Biały pionek · f2 – Biały pionek · g2 – Biały pionek · g1 – Biały król | g8 – Czarny król · f7 – Czarny pionek · g7 – Czarny pionek · d6 – Czarny hetman · h6 – Czarny pionek · h3 – Biały pionek · f2 – Biały pionek · g2 – Biały pionek · g1 – Biały król | g8 – Czarny król · f7 – Czarny pionek · g7 – Czarny pionek · d6 – Czarny hetman · h6 – Czarny pionek · h3 – Biały pionek · f2 – Biały pionek · g2 – Biały pionek · g1 – Biały król | g8 – Czarny król · f7 – Czarny pionek · g7 – Czarny pionek · d6 – Czarny hetman · h6 – Czarny pionek · h3 – Biały pionek · f2 – Biały pionek · g2 – Biały pionek · g1 – Biały król | g8 – Czarny król · f7 – Czarny pionek · g7 – Czarny pionek · d6 – Czarny hetman · h6 – Czarny pionek · h3 – Biały pionek · f2 – Biały pionek · g2 – Biały pionek · g1 – Biały król | 1 |
|   | a | b | c | d | e | f | g | h |   |